# Greta Giädda
Greta Giädda, född 1680, död 1753, var en svensk författare. Hon är känd för den versdebatt i pressen hon år 1712-13 bedrev mot Johan Runius i Stockholm, där hon propagerade mot hans förhärligande av äktenskapet med sin mening att det är bättre att vara ogift än gift, om äktenskapet är olyckligt.  
Greta Giädda var dotter till Elsa Maria Ruda och kyrkoherden Peder Gudeson Giädda, och gifte sig 1719 med Johannes Norrstadius, kyrkoherde i Västerlösa i Linköpings stift. Hon bemötte år 1712 Johan Runius dikt till äktenskapet med sin egen vers ”Contra Vers”, där hon försvarade den ogifta kvinnan och påtalade att ett dåligt äktenskap var betydligt värr än att vara ogift. Hon var då själv fortfarande ogift. Debatten blev hätsk och flera verser utväxlades. Samuel Triewald deltog med dikten ”Gamla jungfrurs beröm”, där han kan tolkas som att han gav Giädda sitt medhåll och gav ett långt resonemang om äktenskapets för- och nackdelar. Greta Giädda skrev många andra tillfällesverser om äktenskapets villkor och kvinnans rätt och värde. 
Johan Hinric Lidén inkluderade henne i sin handskrivna förteckning över kvinnliga skalder. 